# Dipartimento di Cochinoca
Cochinoca è un dipartimento argentino, situato nella parte centrale della provincia di Jujuy, con capoluogo Abra Pampa.
Esso confina a nord con il dipartimento di Yavi, ad est con quelli di Humahuaca e Tumbaya, a sud con la provincia di Salta, e ad ovest con i dipartimenti di Susques e Rinconada.
Secondo il censimento del 2010, su un territorio di 7.837 km², la popolazione ammontava a 12.656 abitanti, con un aumento demografico del 4,5% rispetto al censimento del 2001.
Il dipartimento comprende (dati del 2001):
- 1 comune:
  - Abra Pampa
- 3 commissioni municipali:
  - Abdón Castro Tolay
  - Abralaite
  - Puesto del Marqués